# Billy Swan

Billy Swan (1990)

Billy Swan (* 12. Mai 1942 als William Lance Swan in Cape Girardeau, Missouri) ist ein US-amerikanischer Country-Sänger und Songwriter, der 1975 mit dem Hit I Can Help bekannt wurde.

## Anfänge
Anfang der 1960er Jahre zog Billy Swan nach Memphis, wo er als Songwriter arbeitete und erste eigene Aufnahmen einspielte. Eine Zeitlang wohnte er bei einem Onkel von Elvis Presley. Im Alter von 21 Jahren zog er weiter nach Nashville, ins Zentrum der Country-Musik. Hier musste er sich zunächst mit Gelegenheitsjobs über Wasser halten. Unter anderem arbeitete er achtzehn Monate lang als Hausmeister in den Columbia-Studios. Sein Nachfolger in diesem Job wurde Kris Kristofferson.

## Karriere
Swan galt als Außenseiter, aber auch als aufstrebendes Talent und erhielt die Chance, beim Monument-Label als Produzent von Tony Joe White zu arbeiten. Größter Erfolg dieser Zusammenarbeit war 1969 Whites Top-10-Hit Polk Salad Annie. Mittlerweile hatte sein Freund Kristofferson Karriere gemacht und übernahm ihn in seine Band. Außerdem begleitete er in diesen Jahren Kinky Friedman und Billy Joe Shaver auf Tourneen. 1973 veröffentlichte er bei Monument seine erste Single. Der Durchbruch gelang ihm ein Jahr später mit seinem selbstgeschriebenen Song I Can Help, welcher zu einem Welthit wurde und sowohl in den Country- als auch in den Pop-Charts Platz eins erreichte.
Obwohl er in den folgenden Jahren noch einige Male im mittleren Bereich der Country-Charts auftauchte, galt er in der Branche als klassisches „One-Hit-Wonder“. Seine letzten Top-20-Platzierungen schaffte er 1981, seinen letzten Top-100-Erfolg 1986. Auch ein mehrmaliger Labelwechsel konnte den Abwärtstrend nicht aufhalten. Als Sessionmusiker und Songwriter war er aber weiterhin gefragt, und auch die Zusammenarbeit mit Kristofferson wurde fortgeführt.
Swan führte seine Touren mit Kris Kristoffersons Band fort und nahm zwei Alben mit Randy Meisner von den Eagles auf. 1986 nahm er als Mitglied der Musikgruppe Black Tie das Studioalbum When the Night Falls auf. Seine Bandmitglieder waren Meisner, James Griffin (Bread), David Kemper am Schlagzeug, David Miner und David Mansfield. Er nahm auch noch ein Soloalbum auf (Like Elvis Used to Do) und ein weiteres Black-Tie-Album Meisner, Swan & Rich. Noch 2005 war er als Backgroundsänger und Sessionmusiker aktiv.
Swan war 30 Jahre lang, bis zu deren Tode im Februar 2003, mit Marlu Swan (geb. Been) verheiratet. Aus dieser Ehe gingen zwei Töchter hervor, die später ebenfalls in das Musikgeschäft einstiegen: Planet Swan und Sierra Swan.

## Diskografie

### Studioalben
| Jahr | Titel      | Höchstplatzierung, Gesamtwochen, AuszeichnungChartplatzierungen (Jahr, Titel, Platzierungen, Wochen, Auszeichnungen, Anmerkungen) | Höchstplatzierung, Gesamtwochen, AuszeichnungChartplatzierungen (Jahr, Titel, Platzierungen, Wochen, Auszeichnungen, Anmerkungen) | Höchstplatzierung, Gesamtwochen, AuszeichnungChartplatzierungen (Jahr, Titel, Platzierungen, Wochen, Auszeichnungen, Anmerkungen) | Höchstplatzierung, Gesamtwochen, AuszeichnungChartplatzierungen (Jahr, Titel, Platzierungen, Wochen, Auszeichnungen, Anmerkungen) | Höchstplatzierung, Gesamtwochen, AuszeichnungChartplatzierungen (Jahr, Titel, Platzierungen, Wochen, Auszeichnungen, Anmerkungen) | Anmerkungen                         |
| Jahr | Titel      | DE | AT | CH | UK | US | Anmerkungen                         |
| ---- | ---------- | --- | --- | --- | --- | --- | ----------------------------------- |
| 1974 | I Can Help | DE33 (3 Wo.)DE | — | — | — | US21 (16 Wo.)US | Erstveröffentlichung: November 1974 |

grau schraffiert: keine Chartdaten aus diesem Jahr verfügbar
Weitere Veröffentlichungen
- 1975: Rock 'n' Roll Moon
- 1976: Billy Swan
- 1977: Four
- 1978: You're Ok, I'm Ok
- 1981: I'm Into Lovin' You

### Singles
| Jahr | Titel Album                                                      | Höchstplatzierung, Gesamtwochen, AuszeichnungChartplatzierungen (Jahr, Titel, Album, Platzierungen, Wochen, Auszeichnungen, Anmerkungen) | Höchstplatzierung, Gesamtwochen, AuszeichnungChartplatzierungen (Jahr, Titel, Album, Platzierungen, Wochen, Auszeichnungen, Anmerkungen) | Höchstplatzierung, Gesamtwochen, AuszeichnungChartplatzierungen (Jahr, Titel, Album, Platzierungen, Wochen, Auszeichnungen, Anmerkungen) | Höchstplatzierung, Gesamtwochen, AuszeichnungChartplatzierungen (Jahr, Titel, Album, Platzierungen, Wochen, Auszeichnungen, Anmerkungen) | Höchstplatzierung, Gesamtwochen, AuszeichnungChartplatzierungen (Jahr, Titel, Album, Platzierungen, Wochen, Auszeichnungen, Anmerkungen) | Anmerkungen                          |
| Jahr | Titel Album                                                      | DE | AT | CH | UK | US | Anmerkungen                          |
| ---- | ---------------------------------------------------------------- | --- | --- | --- | --- | --- | ------------------------------------ |
| 1974 | I Can Help                                                       | DE1 (26 Wo.)DE | AT1 (24 Wo.)AT | CH1 (17 Wo.)CH | UK6 Silber · (9 Wo.)UK | US1 Gold · (18 Wo.)US | Erstveröffentlichung: Juli 1974      |
| 1975 | I’m Her Fool I Can Help                                          | — | AT14 (4 Wo.)AT | — | — | US53 (4 Wo.)US | Erstveröffentlichung: Februar 1975   |
| 1975 | Don’t Be Cruel I Can Help                                        | DE26 (15 Wo.)DE | AT16 (8 Wo.)AT | CH4 (14 Wo.)CH | UK42 (4 Wo.)UK | — | Erstveröffentlichung: Mai 1975       |
| 1975 | Everything’s the Same (Ain’t Nothing Changed) Rock ’n’ Roll Moon | DE36 (6 Wo.)DE | — | — | — | US91 (5 Wo.)US | Erstveröffentlichung: September 1975 |

Weitere Singles
- 1976: Just Want to Taste Your Wine (mit The Jordanaires)

## Filmografie
- 1986: Höllenfahrt nach Lordsburg (Stagecoach) (Fernsehfilm)